# Ryki
Ryki – miasto w Polsce położone w województwie lubelskim, siedziba powiatu ryckiego oraz gminy miejsko-wiejskiej Ryki.
Według danych GUS z 31 grudnia 2021 r. Ryki liczyły 9498 mieszkańców.

## Historia
Założono je w XV w. jako wieś królewską i charakter taki zachowały do końca XVIII wieku. Początkowo Ryki wchodziły w skład starostwa radomskiego w województwie sandomierskim. Od końca XVI wieku należały do starostwa stężyckiego, a od pierwszej połowy XVII wieku tworzyły starostwo niegrodowe, dzierżawione przez Ossolińskich i Lubomirskich.
Od 1759 roku starostą ryckim był kasztelan Stanisław Poniatowski herbu Ciołek, wojewoda mazowiecki i starosta krakowski.
W 1782 roku Ryki uzyskały prawa miejskie, utraciły je w 1810 r. W 1836 roku dobra rządowe Ryk i Sarn nabył od Skarbu Publicznego Królestwa Polskiego hrabia Jan Nepomucen Jezierski, który w latach 1836–1843 założył 31 stawów hodowlanych (m.in. Buksa), uruchomił 4 młyny i tartak. Gospodarstwo rybackie należało do z najlepiej prowadzonych w Królestwie, a Ryki nazywano „stolicą karpi”. Jezierski zlecił także przebudowę dawnego pałacu Stanisława Poniatowskiego. Budowa traktu lubelskiego w 1835, a także linii kolejowej z Łukowa do Dęblina wpłynęły na ożywienie gospodarcze. Ryki były ważnym ośrodkiem ruchu chasydzkiego. Pierwsza samodzielna Gmina Żydowska w Rykach powstała w 1842 roku. W połowie XIX wieku prawie 50% mieszkańców stanowili Żydzi.

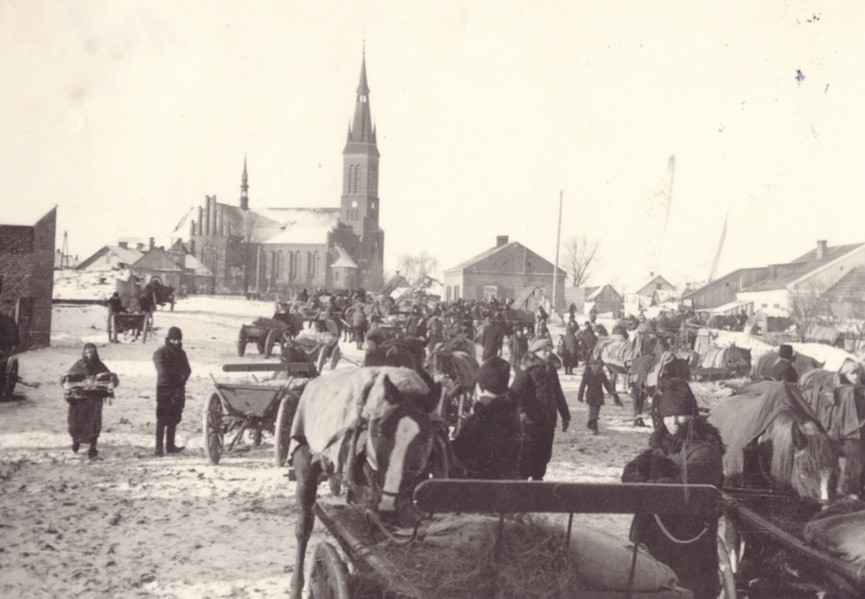
Ryki podczas okupacji niemieckiej w listopadzie 1939 roku

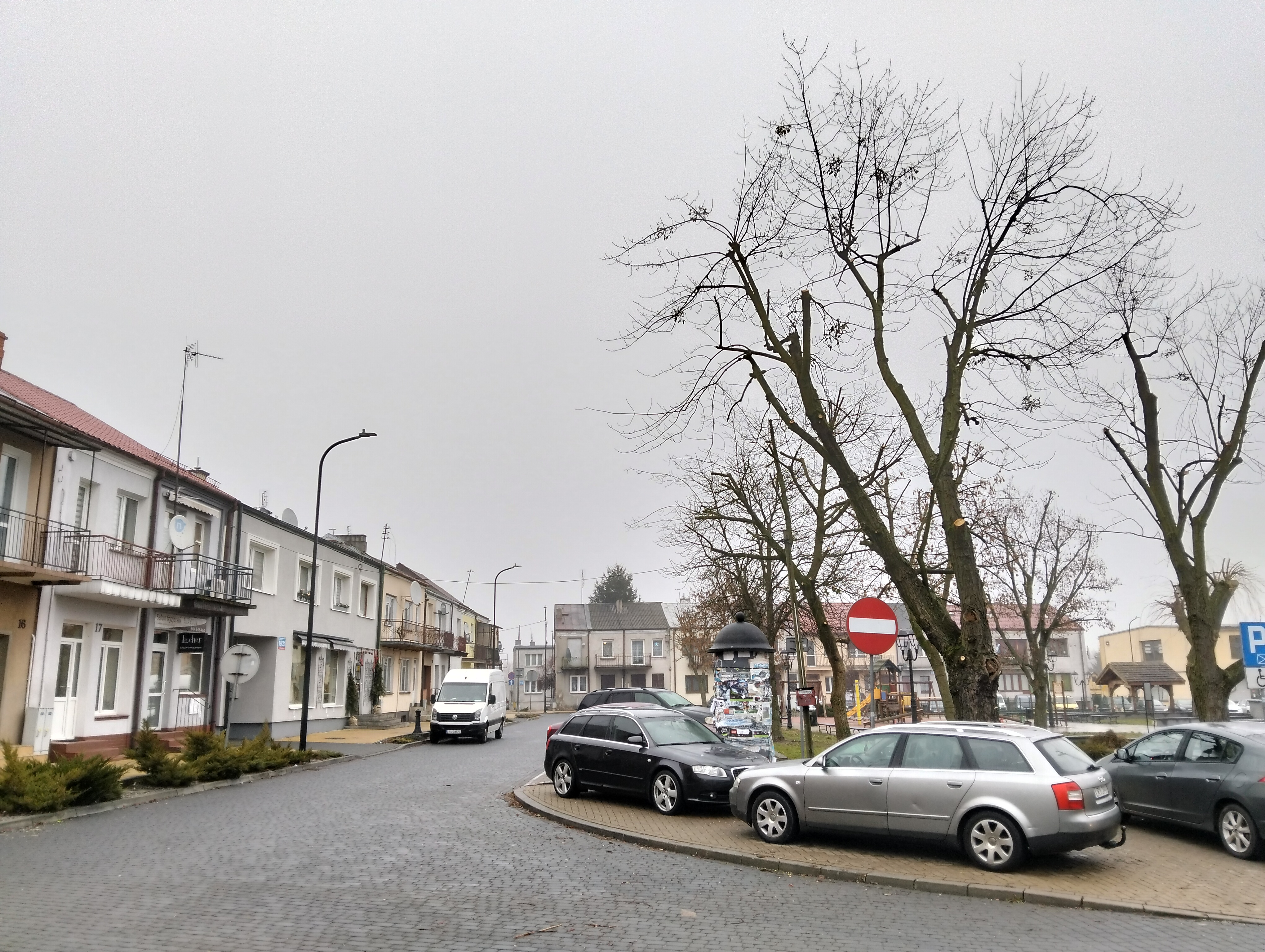
Fragment Starego Rynku

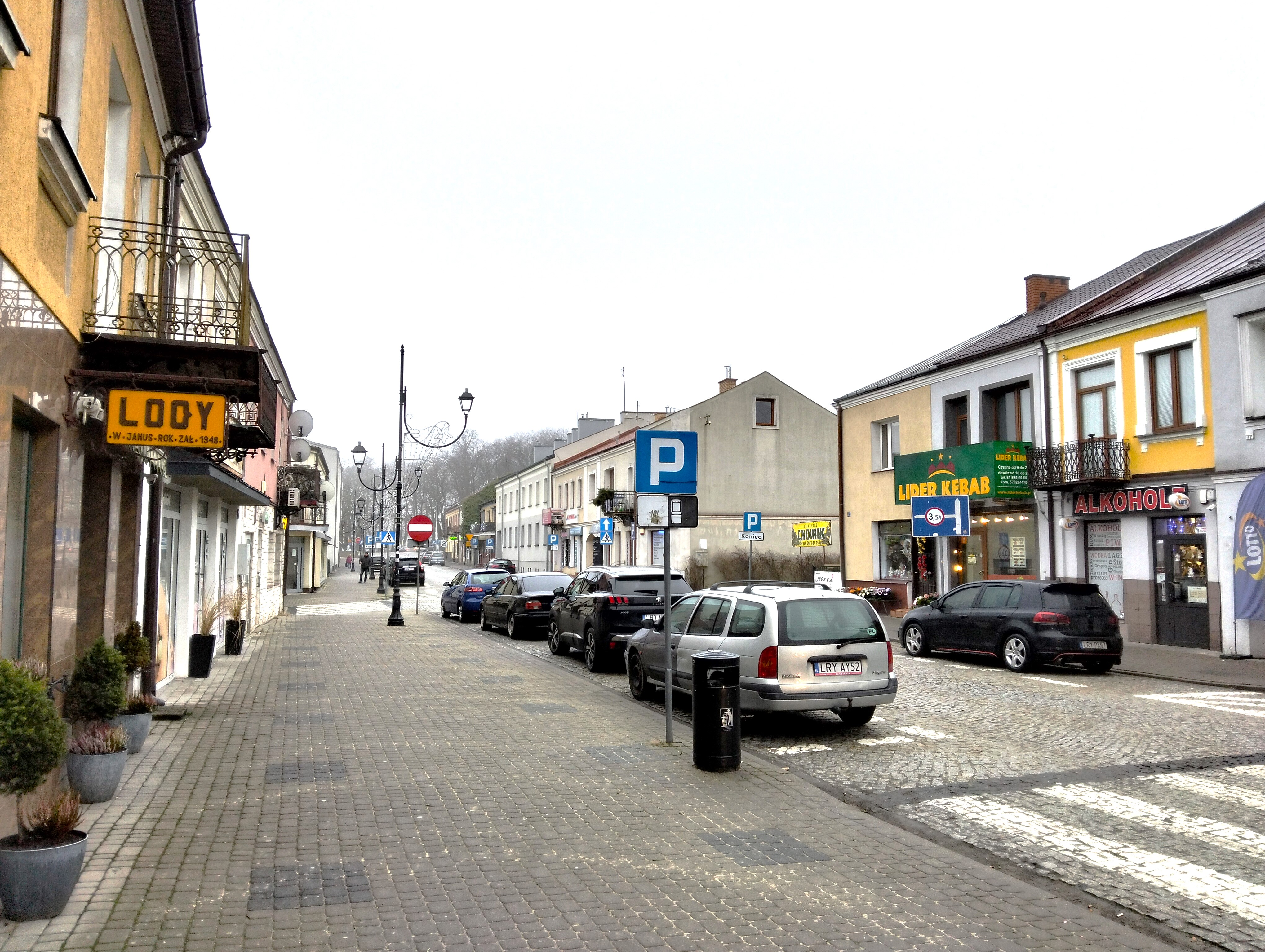
Ulica Poniatowskiego

Od 1906 roku wieś należała do hrabiego Adama Feliksa Ronikiera, a następnie w roku 1913 stała się własnością Marty Ludwiki Marchwickiej – ostatniej właścicielki. W chwili wybuchu II wojny światowej we wsi mieszkało 4500 osób. Niemieckie naloty zniszczyły część zabudowy Ryk 10 i 11 września 1939 roku. Podczas okupacji hitlerowskiej miała miejsce eksterminacja ludności oraz zniszczenia zabudowy. Po utworzeniu getta przez niemiecką administrację w marcu 1941 w Rykach żyło 3500 Żydów. Getto zostało zlikwidowane 7 maja 1942 roku. Większość żydowskich mieszkańców Ryk zamordowano w niemieckich obozach śmierci Treblinka i Sobibór. Po wojnie powolna odbudowa i niewielki rozwój, sytuację zmieniło utworzenie powiatu ryckiego w 1956 i przywrócenie praw miejskich w 1957. Wybudowano szpital, budynki oświatowe, uruchomiono zakłady mleczarskie oraz wytwórnię pasz treściwych. W 1976 powstała przetwórnia i zamrażalnia warzyw i owoców CSO Hortex o zdolności produkcyjnej 28 tys. ton rocznie, był to największy tego typu zakład w kraju, miał wielki wpływ na specjalizację upraw i intensyfikację plonów w okolicy.

## Położenie
Miasto położone jest w północno-zachodniej części województwa lubelskiego, na pograniczu z województwem mazowieckim, przy drodze krajowej nr 17: Warszawa – Lublin 100 km na południowy wschód od Warszawy i 64 km na północny zachód od Lublina.
Ryki należą do historycznej ziemi stężyckiej położonej w północnej części Małopolskiej Sandomierszczyzny.
Geograficznie leżą w południowej części Wysoczyzny Żelechowskiej, części Niziny Południopodlaskiej. Położone są w odległości 64 kilometrów na północny zachód od Lublina nad rzeką Zalesianką (prawobrzeżny dopływ Wieprza).
W latach 1975–1998 miasto administracyjnie należało do starego województwa lubelskiego.

## Geneza nazwy
Nazwa Ryki pojawia się po raz pierwszy w notatce z 1439 roku jako Riki. Pochodzi prawdopodobnie od nazwy osobowej Ryk, użytej w liczbie mnogiej.

## Kalendarium[7]
- XI w. – tworzy się osada Sieciechów
- XII w. – powstaje kasztelania sieciechowska, pierwszy ośrodek władzy na terenie lewo- i prawobrzeżnej Wisły, obejmujący swym zasięgiem obszar dzisiejszych Ryk
- XIII i XIV w. – wzrost znaczenia Stężycy
- XIV w. – upadek znaczenia Sieciechowa
- II poł. XV w. – z ziem po byłej kasztelanii sieciechowskiej powstaje powiat stężycki. Gród Stężyca staje się głównym ośrodkiem polityczno-gospodarczym w regionie. Rozpoczynają w nim działalność sądy: grodzki i ziemski. Powstaje wówczas określenie ziemi stężyckiej w granicach, której leżały Ryki
- 1397 – podział części województwa sandomierskiego na lewym brzegu Wisły na trzy powiaty: sandomierski, radomski i chęciński. Starostwo stężyckie – wraz z Rykami – zostało podporządkowane władzy radomskiego starosty grodowego. Sądy: grodzki i ziemski, przeniesiono ze Stężycy do Radomia
- 1424 – wzmiankowana wieś królewska Riki
- 1568 – wyłączenie ze starostwa radomskiego starostwa stężyckiego, wraz z przeniesieniem do Stężycy sądów: grodzkiego i ziemskiego
- 1570 – pierwsza znana wizytacja parafii w Rykach, istniał wówczas drewniany kościół pw. św. Jakuba Apostoła
- 1570 – pierwsza informacja o działaniu szkoły parafialnej
- 1585 – z południowo-wschodnich ziem starostwa stężyckiego utworzono starostwo ryckie, z siedzibą w Rykach
- 1591 – dziedzic wsi Zalesie, Mikołaj Zaleski funduje szpital parafialny
- 1598 – wizytacja parafialna podaje istnienie drewnianego kościoła pw. św. Stanisława bpa
- 1617 – kolejna wizytacja parafialna podaje istnienie drewnianego kościoła pw. Zwiastowania Najświętszej Maryi Panny
- 1622 – założone zostaje Bractwo Świętej Anny
- 1637 – zostaje założone Bractwo Szkaplerza Świętego
- 1653 – istniał już wybudowany przez ks. proboszcza Piotra Ciecierskiego drewniany kościół pw. św. Jakuba Apostoła
- 1663 – starostwo ryckie składa się z jednego miasta: Okrzei, 3 folwarków: Brusów, Babice i Ownia, oraz 15 wsi: Ryki, Swaty, Sierskowola, Sarny, Bazanów, Oszczywilk, Ogonów, Rososz, Grabów, Chrustne, Babice, Dąbia, Wylezin, Skruda i Ownia
- 1693 – powstaje kapela parafialna, jedyna ufundowana w diecezji krakowskiej w XVII w.

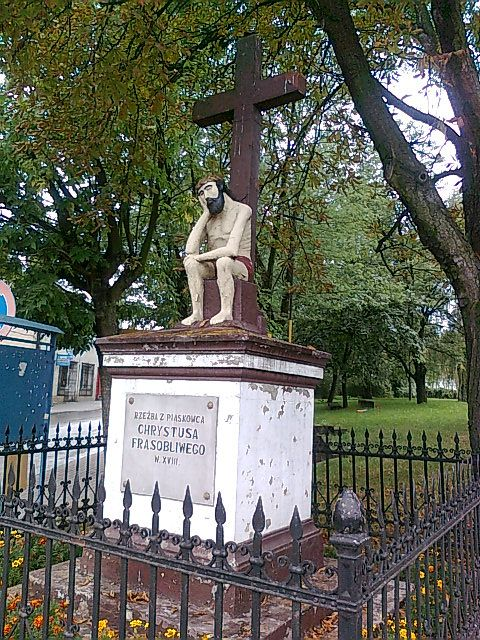
Chrystus Frasobliwy – figura z XVIII wieku

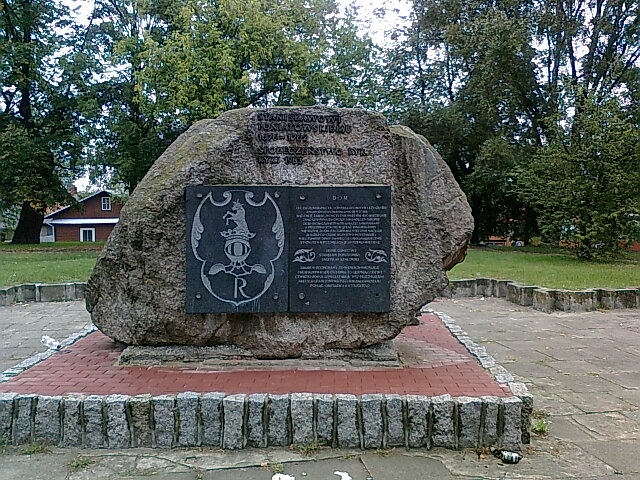
Głaz narzutowy – pomnik z tablicą upamiętniającą miejsce dawnej świątyni i miejsce złożenia prochów Stanisława Poniatowskiego – ojca Stanisława Augusta Poniatowskiego – króla Polski

- 1718 – wichura niszczy kościół pw. św. Jakuba Apostoła
- do 1736 – ks. proboszcz Władysław Zaleski wybudował nowy drewniany kościół pw. św. Jakuba Apostoła
- 1736 – pierwsza wzmianka o istnieniu Bractwa Różańca Świętego
- 2 lipca 1744 – spłonął kościół pw. św. Jakuba Apostoła
- do 1757 – wybudowano pierwszy murowany kościół parafialny pw. św. Jakuba Apostoła, dzięki ks. proboszczowi Aleksandrowi Trembińskiemu
- 1762 – zmarł starosta rycki, kasztelan krakowski Stanisław Poniatowski, ojciec przyszłego króla Polski
- 1782 – otrzymanie przez Ryki praw miejskich
- 23 listopada 1793 – przeniesienie ze Stężycy do Ryk sądów: grodzkiego oraz ziemskiego
- 1794 – wielki pożar niszczy większą część miasta
- 1795 – 1809 – w wyniku III rozbioru Polski Ryki zostają przydzielone do zaboru austriackiego, w prowincji Galicja Zachodnia (Nowa Galicja)
- 1809 – 1815 – Ryki przydzielone do Księstwa Warszawskiego, departamentu siedleckiego, powiat żelechowski
- 1810 – utracenie praw miejskich
- 1815 – Ryki znajdują się w granicach Królestwa Polskiego będącego częścią Imperium Rosyjskiego (zaboru rosyjskiego)[8]
- 1816 – przynależność do województwa podlaskiego (przemianowane z departamentu siedleckiego), obwód łukowski, powiat żelechowski
- 1836 – Ryki kupuje od Skarbu Państwa Jan Jezierski, zakładając hodowlę karpia. Dzięki temu Ryki stały się znane jako „stolica karpia”
- 7 marca 1837 – przemianowanie województwa podlaskiego na gubernię siedlecką
- 11 października 1842 – Ryki należą do powiatu łukowskiego (przemianowany z obwodu), okręg żelechowski (przemianowany z powiatu)
- 1842 – powstaje samodzielna gmina żydowska, ważny ośrodek ruchu chasydzkiego[9]
- 1 stycznia 1845 – przydzielenie do guberni lubelskiej (powstała z połączenia guberni lubelskiej i podlaskiej), powiatu łukowskiego, okręgu żelechowskiego
- 3 marca 1859 – Ryki po raz pierwszy stają się gminą złożoną z gromad
- 13 stycznia 1867 – przyłączenie do guberni siedleckiej (wyłączona z guberni lubelskiej), powiatu garwolińskiego
- 1908 – 1914 – budowa nowego kościoła murowanego pw. Najświętszego Zbawiciela
- 1908 – w Rykach żyło 2214 mieszkańców, w tym 2077 Żydów (93% ogółu mieszkańców), natomiast w 1921 r. – 3530 mieszkańców, w tym 2419 Żydów (68%)[9]
- 22 stycznia 1916 – przydział do generał-gubernatorstwa warszawskiego, powiatu garwolińskiego
- 2 sierpnia 1919 – przyłączenie do województwa lubelskiego, powiatu garwolińskiego
- 1926 – powstaje Żydowski Bank Spółdzielczy[9]
- 1936 – dochodzi do ekscesów o podłożu antysemickim[10]
- 2 sierpnia 1939 – przydział do województwa warszawskiego, powiatu garwolińskiego
- 1940 – rozebranie starego kościoła murowanego pw. św. Jakuba Apostoła
- 7 maja 1942 – część mieszkańców getta Niemcy wywieźli do ośrodka zagłady w Sobiborze[9]
- październik 1942 – likwidacja getta, podczas której większa część ludności została wywieziona do ośrodka zagłady w Treblince, a pozostała do obozu pracy[9]
- 26 lipca 1944 – Armia Krajowa dokonuje wyzwolenia Ryk spod władzy okupanta niemieckiego
- 1 stycznia 1956 – powstaje powiat rycki, wydzielony z powiatu garwolińskiego, leżący w województwie warszawskim
- 1 stycznia 1957 – Ryki ponownie uzyskały prawa miejskie,
- 1 czerwca 1975 – wprowadzono dwustopniowy podział władzy na gminy i województwa, gmina Ryki została włączona do województwa lubelskiego[11]
- 1 stycznia 1999 – Ryki stają się siedzibą gminy i powiatu w nowym województwie lubelskim
- 2000 – wybudowano radiowo-telewizyjne centrum nadawcze Ryki z masztem wys. 210 m
- 2023 – otwarcie hali sportowo-widowiskowej[12]

## Demografia

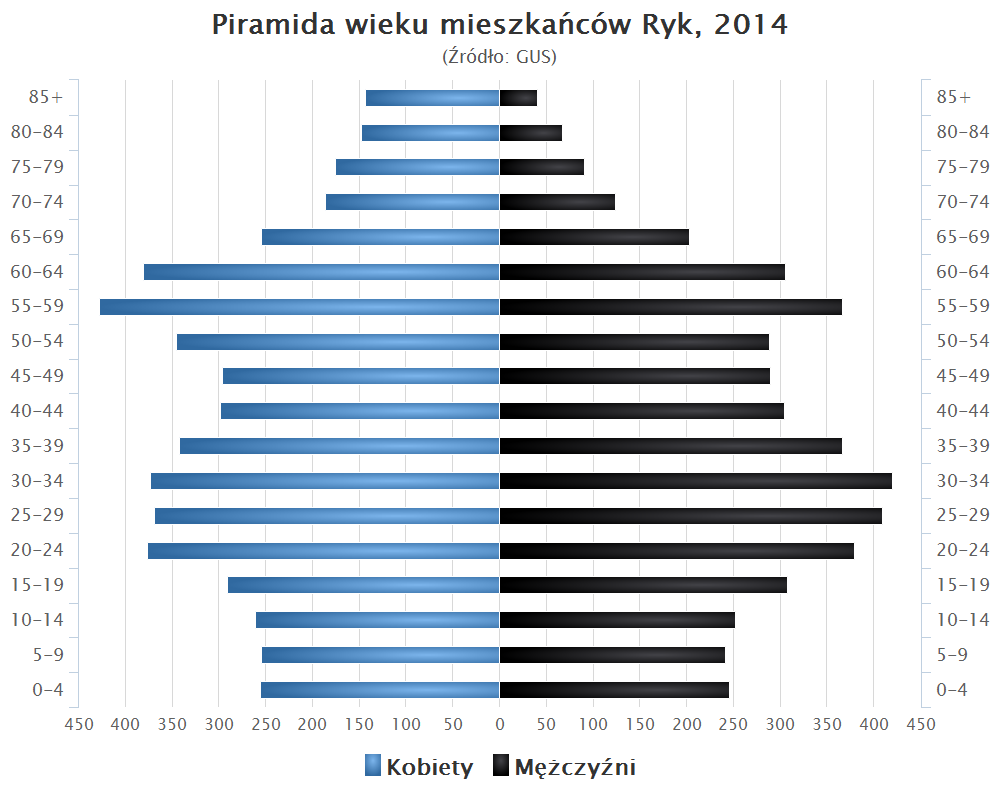
Piramida wieku mieszkańców Ryk w 2014 roku

## Zabytki

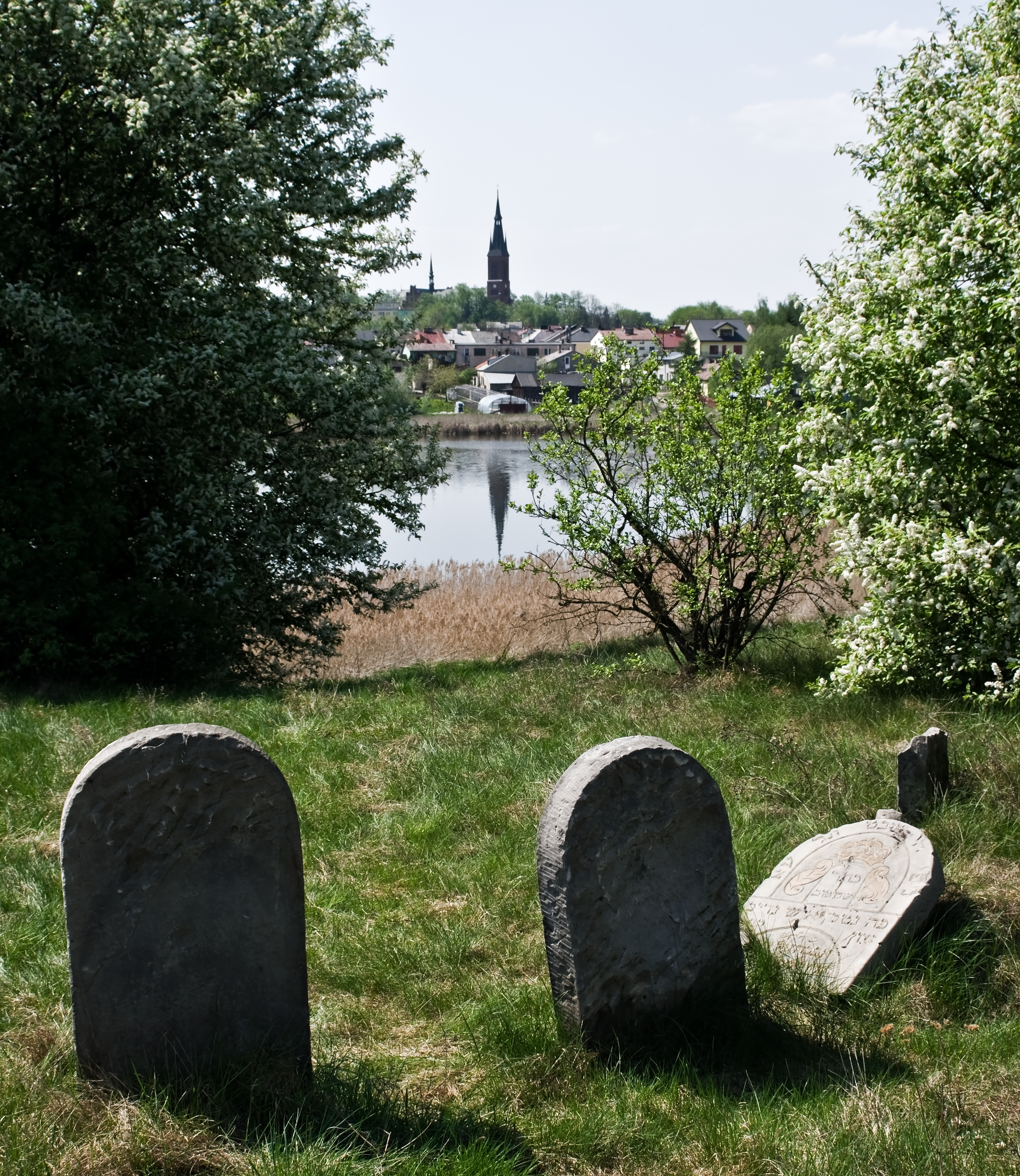
Cmentarz żydowski

- neogotycki kościół z początku XX wieku (budowa 1908–1914), projektu Józefa Dziekońskiego, w nim obraz namalowany przez Leona Wyczółkowskiego
- pałac z XVIII wieku – rezydencja Stanisława Poniatowskiego[14][15], obecnie dom kultury
- park i „stary” cmentarz z XIX wieku (na nim groby powstańców styczniowych)
- skwer po nieistniejącym kościele parafialnym św. Jakuba[16] z rzeźbą Jezusa Frasobliwego (XVIII wiek)
- głaz – pomnik z tablicą upamiętniającą miejsce dawnej świątyni i miejsce złożenia prochów Stanisława Poniatowskiego – ojca króla
- kilka pomników i cmentarz żydowski
- synagoga z połowy XIX wieku.

Przed 1939 rokiem prawie 70% mieszkańców Ryk stanowiła ludność żydowska, ale zginęła w czasie wojny.

## Gospodarka
Do największych zakładów pracy w Rykach należą Zakład Przetwórstwa Owocowo-Warzywnego „Polski Ogród” Sp. z o.o.; Spółdzielnia Mleczarska Ryki; Juwent s.c. – producent urządzeń klimatyzacyjnych i wentylacyjnych oraz Juwent sp. z o.o. – producent drzwi antywłamaniowych.

## Transport

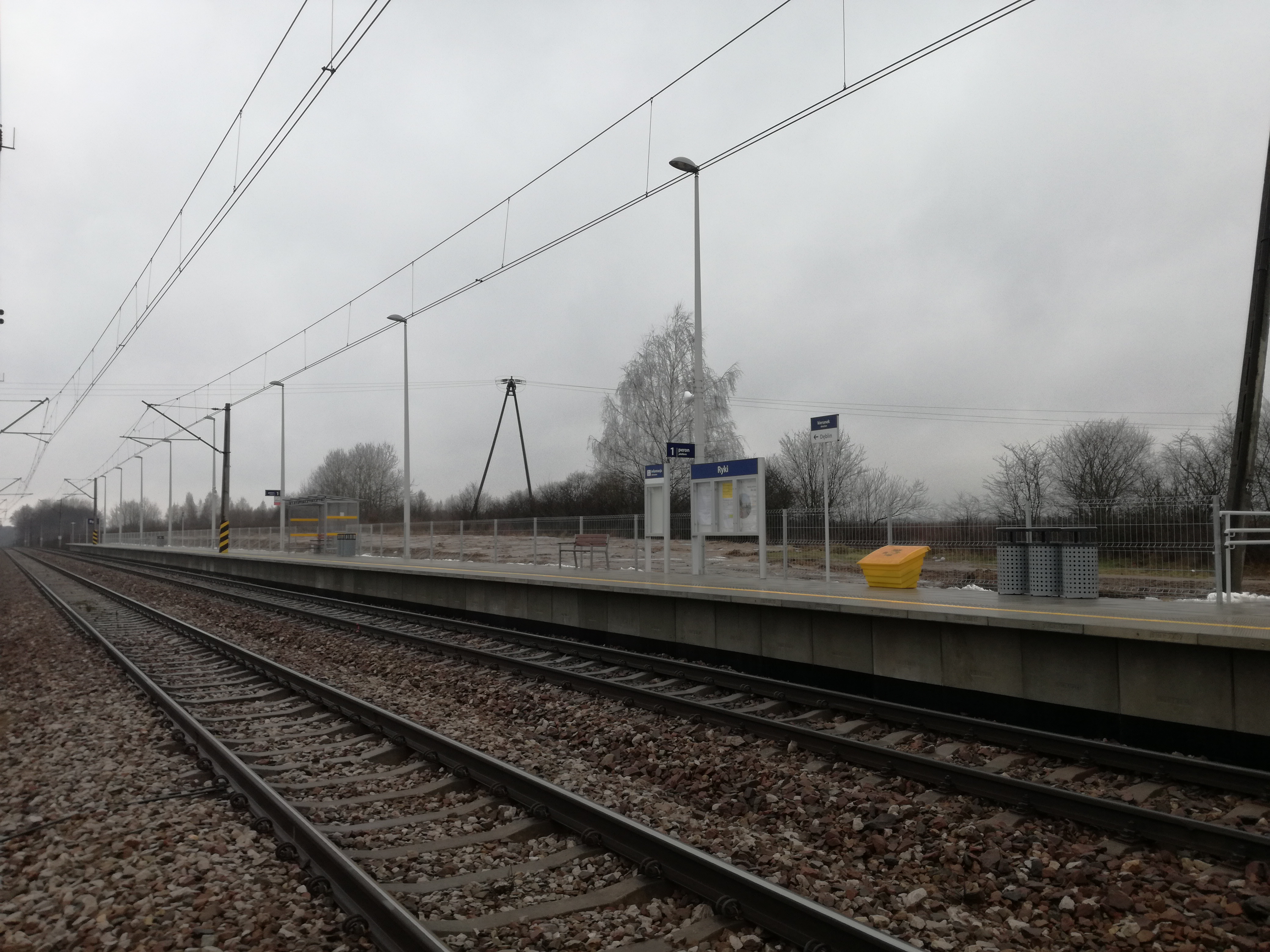
Przystanek kolejowy w Rykach

### Transport drogowy
Miasto od wschodu omija droga ekspresowa S17E372 , z węzłami Ryki Północ (w Kazimierzynie) i Ryki Południe (w Moszczance), gdzie krzyżuje się z drogą krajową 48.

### Transport autobusowy
Ważną rolę odgrywają również drogi lokalne do Żelechowa, Stężycy, Nowodworu i Serokomli. Głównym przewoźnikiem na terenie miasta i powiatu jest wydzielone 1 sierpnia 2016 ze zlikwidowanego PKS Puławy i przejęte przez miasto Przedsiębiorstwo Komunikacji Samochodowej w Rykach Sp. z o.o., który realizuje połączenia między innymi z Warszawą, Dęblinem, Lublinem, Puławami, Żelechowem, Baranowem, Łukowem i Maciejowicami oraz dysponuje dworcem autobusowym przy ul. Warszawskiej. Mniejszą rolę w mieście i powiecie odgrywa przedsiębiorstwo PKS Garwolin. Funkcjonuje również komunikacja prywatna, wykonująca częstsze połączenia z Lublinem i Warszawą oraz rzadsze z Puławami, Dęblinem, Poniatową i Żelechowem.

### Transport kolejowy
Przez miasto przebiega linia kolejowa nr 26 (Łuków – Radom). Znajduje się tu przystanek kolejowy, położony 2 km na południe od centrum miasta. Polregio zapewnia bezpośrednie połączenia Ryk m.in. z Dęblinem, Lublinem, Łukowem i Białą Podlaską.

## Administracja
Ryki są siedzibą powiatu ryckiego. Ma w nich siedzibę starostwo powiatowe i inne instytucje powiatowe (urząd pracy itp.), sąd rejonowy, prokuratura rejonowa, urząd skarbowy, stacja Sanepidu, inspektoraty ZUS oraz KRUS, komisariat Policji, oddział Agencji Restrukturyzacji i Modernizacji Rolnictwa itp. Miasto jest członkiem stowarzyszenia Unia Miasteczek Polskich. Objęte jest też działalnością Lokalnej Grupy Działania „Lepsza Przyszłość Ziemi Ryckiej” oraz Lokalnej Grupy Rybackiej „W dolinie Tyśmienicy i Wieprza”.

## Oświata

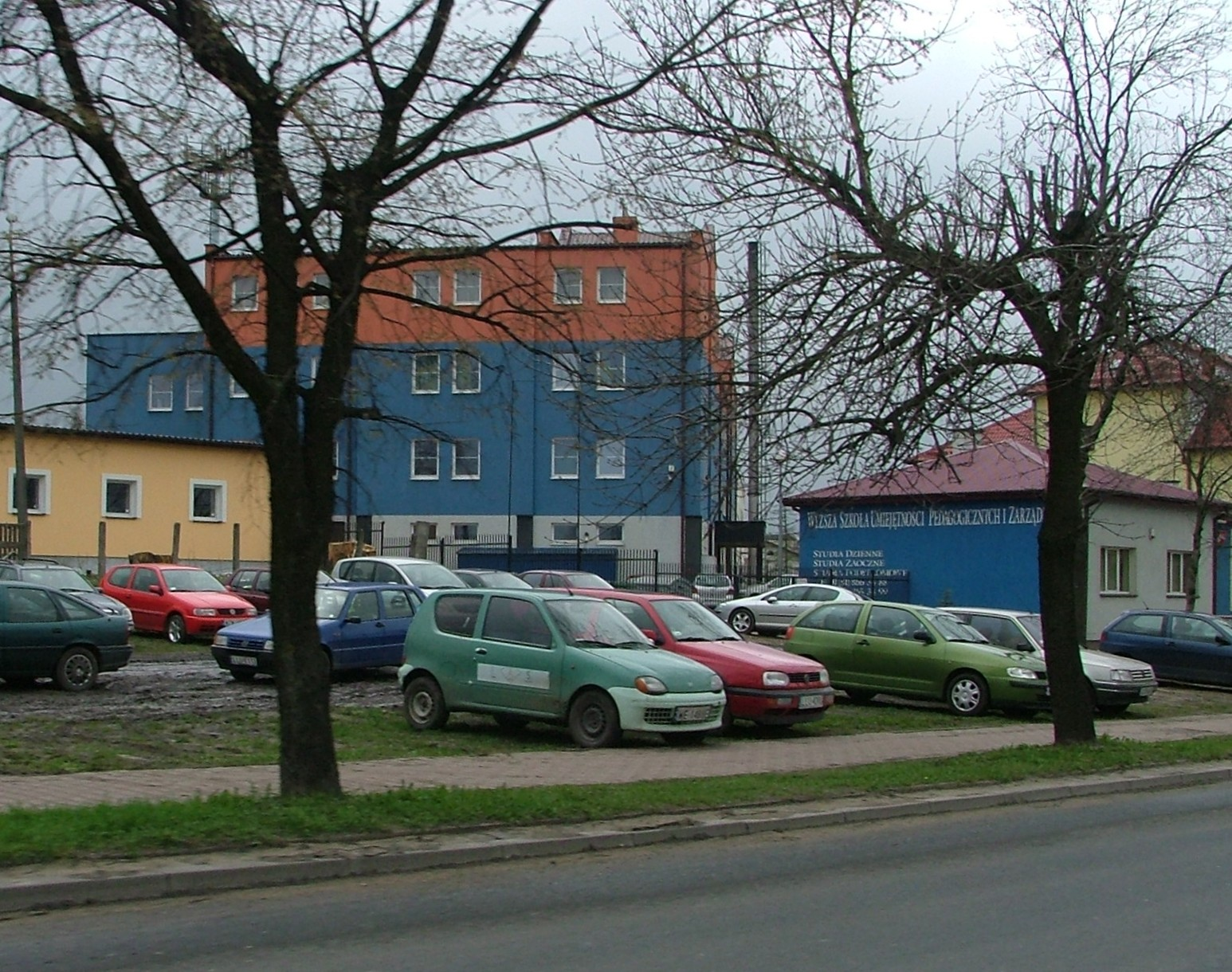
Lubelska Szkoła Wyższa w Rykach

Pierwsza szkoła w Rykach powstała w 1901 roku. Obecnie (2012 rok) swoją siedzibę w Rykach mają:
- Szkoła Podstawowa im. Mariana Osińskiego
- Liceum Ogólnokształcące im. Marii Skłodowskiej-Curie
- Zespół Szkół Ogólnokształcących im. Jana Pawła II
- Zespół Szkół Zawodowych nr 1 im. Władysława Korżyka w Rykach
- Zespół Szkół Zawodowych nr 2 im. Leona Wyczółkowskiego
- Pierwsze Prywatne Policealne Studium Zawodowe Dla Dorosłych
- Lubelska Szkoła Wyższa w Rykach (dawniej: Wyższa Szkoła Umiejętności Pedagogicznych i Zarządzania)[25]
- Pierwsze Policealne Studium Zawodowe dla Dorosłych

## Kultura

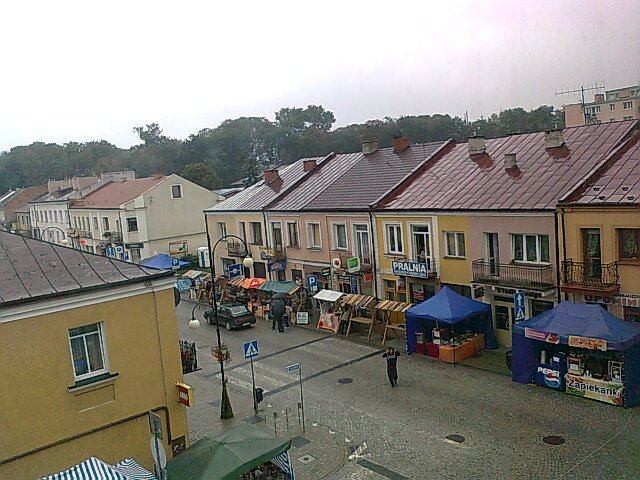
Weekend z LRY 2012

Instytucjami kultury na terenie gminy są Centrum Kultury i Sportu w Rykach z siedzibą w zabytkowym pałacu oraz Miejsko - Gminna Biblioteka Publiczna. Wokół Centrum skupione są zespoły śpiewacze, szczególnie z okolicznych kół gospodyń wiejskich. Odbywają się tu również zajęcia taneczne, wokalne i plastyczne. W ramach Centrum Kultury i Sportu, działa również Kino Renesans, Hala Sportowa oraz kawiarnia Park Cafe położona w parku przylegającym do pałacu. Do cyklicznych imprez organizowanych w Rykach zaliczyć można: Dożynki gminne, Dni Ryk, Wigilia miejska, Wojewódzki Przegląd Piosenki - śpiewający Słowik, Sobótka nad Wieprzem. Na terenie Ryk ukazuje się tygodnik „Twój Głos Gazeta Powiatu Ryckiego”.

## Wspólnoty wyznaniowe
- Kościół Najświętszego ZbawicielaKościół rzymskokatolicki:
  - parafia Najświętszego Zbawiciela
- Świadkowie Jehowy:

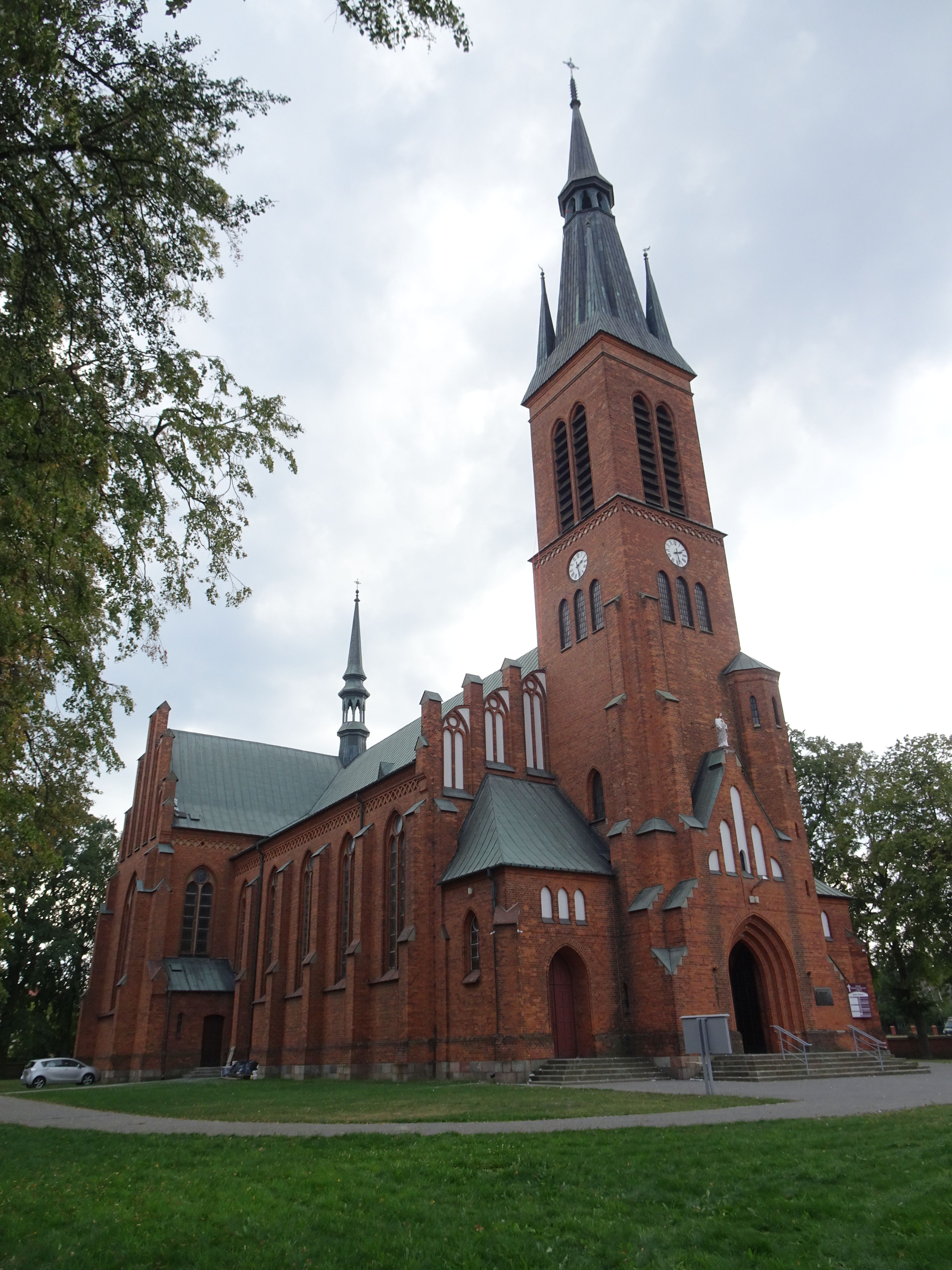
Kościół Najświętszego Zbawiciela

  - zbór Ryki (Sala Królestwa ul. Piaskowa 27)[28].

## Sport
W Rykach działają: Miejski Klub Sportowy „Ruch” Ryki (piłka nożna); Miejski Klub Sportowy „TUR” Ryki (trójbój siłowy); Klub Karate Tradycyjnego Ryki oraz Uczniowsko-Parafialny Klub Sportowy „Arka” Ryki (tenis stołowy, koszykówka). Fundacja Obywatelskiego Rozwoju-Ryki organizuje od sierpnia 2010 roku bieg uliczny „Run For Ryki”, a w latach 2011–2014 prowadziła Rycką Ligę Koszykówki. Dostępna jest kryta pływalnia powiatowa.